# Berbourg
Berbourg (en luxemburguès: Berbuerg; en alemany: Berburg) és una vila de la comuna de Manternach, situada al districte de Grevenmacher del cantó de Grevenmacher. Està a uns 23 km de distància de la ciutat de Luxemburg.